# Васинюк Ольга Володимирівна
Васинюк Ольга Володимирівна — українська акторка театру та кіно.

## Біографія
Народилась 26 листопада в місті Київ.
У 2009 році закінчила Київський національний університет театру, кіно і телебачення імені Івана Карпенка-Карого. З 2008 року працює в Київському академічному театру «Колесо».
Співпрацювала з Київським академічним Молодим театром (зіграла у виставі «У палаючій пітьмі» роль Лоліти, на камерній сцені Молодого театру).
У 2022 році брала участь у «Історії у фотографіях: київські актори розповіли про емоції під час війни» від Вечірнього Києва. У 2020 році брала участь в «Казки біля каміну» на «Вінтаж ТВ», читаючи казку «Подорож у країну Навпаки»
У 2020—2021 на каналі театру «Колесо» була залучена над працею аудіо казок: «Мишаче дерево» за твором Ервіна Мозера, «Гарбузова долина» за твором Ервіна Мозера.

## Ролі в виставах театру «Колесо»
Ролі в активних виставах: Артур Шніцлер «Фатальний флірт, або Забавки» (Міці Шлягер).
Микола Янчук «У Києві, на Подолі.., або „Гдє Ві сохнітє бєльйо?“» (Рахіля).
Францобель «Приборкання норовливої» (Транія).
Жан Ануй «Генерали у спідницях» (Сон Леона).
Панас Саксаганський «Шантрапа» (Хористка).
Агата Крісті «Мишоловка» (Міс Кейсуелл).
Микола Куліш «Блаженний острів» (Пистонька).
Софокл «Антігона» (Ісмена).
«Одеса. Шалене кохання» інсценізація заслуженої артистки України Марії Грунічевої (Ріта).
Надія Симчич «Ми, Майдан» (Жінка)
Славомир Мрожек «Стриптиз у Літній День» / «Strip-Tease 2» (Дама)
Еміліо Карбальїдо «Два аромати троянди» (Марлена)
«СкороВода» за сценарієм Івана Драча та Віри Мельник.
Раніше зіграні ролі в театрі:
Оскар Уайльд «Зоряний хлопчик» (Мати Зоряного хлопчика)
Педро Кальдерон де Ла Барка «Дама-Примара» (Донья Беатріс)
Олексій Дударєв «День прильоту ластівки, або Поцілунок принцеси» (Фрейліна)
Ярослав Стельмах «Емма» (Емма)

## Фільмографія
- 2009 — Останній кордон (лікар Ольга Олегівна)
- 2009 — Блудні діти (подруга)
- 2009 — Повернення Мухтара 6. Безіменний потерпілий | 20 серія (Віка)
- 2010 — Брат за брата (офіціантка)
- 2010 — Єфросинія. (диктор)
- 2011 — Повернення Мухтара-7. Візит жінки | 56 серія. (Ірина Брошкіна секретарка у фірмі Капітонова)
- 2012 — Анна Герман. Таємниця білого янгола (епізодична роль)
- 2012 — Правила життя (вчителька)
- 2012 — СБУ. Спецоперація (медсестра)
- 2013 — Агент (Епізодична роль)
- 2013 — Жіночий лікар-2 Раба кохання | 12 серія (лейтенант поліції)
- 2013 — Осіння мелодія кохання (Тоня. Подруга Лариси)
- 2014 — Давай поцілуємося (офіціантка)
- 2018 — Швидка. (Акторка 2-го плану)